# Manta (nave da ricerca)
La Manta è una nave da ricerca statunitense in servizio con la National Oceanic and Atmospheric Administration come principale nave del Flower Garden Banks National Marine Sanctuary.

## Descrizione
La Manta è un catamarano con doppio scafo in alluminio e una lunghezza di circa 30 m. Ha una larghezza di 9 m, un pescaggio di 1,5 m e un dislocamento di 78,5 tonnellate. La nave è progettata per avere lo spazio e le attrezzature per un massimo di venti subacquei, tra cui una camera di decompressione e tre docce subacquee. A bordo è presente un solo Polaris RHIB e due scialuppe di salvataggio. La nave ha un equipaggio di 14 persone e può ospitare fino a 25 passeggeri.
La Manta è azionata da due motori Diesel Caterpillar che forniscono ciascuno 1.600 cavalli per una velocità media di 10,8 nodi e un'autonomia massima di 650 miglia nautiche.

## Storia
La NOAA ordinò l'imbarcazione da ricerca nel 2004, con Teknicraft della Nuova Zelanda, che progettò la nave. Nel maggio 2007, All American Marine iniziò la costruzione della nave nello stato di Washington, che venne varata il 15 gennaio 2008. Dopo le prove in mare, la nave fu battezzata Manta a Galveston, in Texas, il 27 giugno 2008.
A partire dal giugno 2008, la Manta è la nave da ricerca e monitoraggio del Flower Garden Banks National Marine Sanctuary nel Golfo del Messico nordoccidentale. La nave funge anche da host per viaggi di istruzione ed è una nave di riserva per la risposta alle emergenze.